# Евреи в Византии
Евреи в Византии (др.-греч. Ἰουδαίοι, Ἑβραίοι) составляли одно из крупнейших и важнейших этнических меньшинств в империи. До середины VII века еврейское население Византии состояло из двух основных групп — евреев, проживавших на территории Палестины, где за ними признавалось право на автономию под руководством собственных лидеров во главе с наси, и евреев диаспоры, расселившихся во многих городах империи, преимущественно в Греции и Южной Италии.
На основании данных Вениамина Тудельского, совершившего в XII веке путешествие по территории империи, известно о еврейских общинах во многих городах Греции, крупнейшие из которых находились в Константинополе и Фивах. До 420-х годов признанными со стороны государства лидерами евреев Византии были патриархи. Основным занятием евреев было ремесло и торговля. С точки зрения законодательства, евреи подвергались ряду ограничений, им было запрещено иметь рабов-христиан, проповедовать свою веру, занимать государственные должности и присутствовать на публичных церемониях. Значительно большим ограничениям они подвергались в быту. Соответственно, евреи не были благонадёжными подданными императоров и при возможности выступали на стороне обещавших им равноправие ариан, оппозиционеров или даже внешних врагов. При Юстиниане I они поддерживали вандалов и остготов, а также участвовали в восстании Ника. В начале VII века они приняли сторону государства Сасанидов и после захвата Иерусалима персами в 614 году напали на христиан и их храмы. Но в Африке, где и после ликвидации государства вандалов византийцами на практике соблюдалось их равноправие, они, наоборот, возглавили сопротивление византийцев арабам.
После начала арабских завоеваний бо́льшая часть евреев оказалась на территории халифата. С этого времени, особенно в правление императоров Ираклия I (610—641), Льва III Исавра (717—741) и Василия I (867—886), усилилось законодательное давление на евреев с целью принуждения их принять крещение; в целом эти попытки не были успешными. В конце концов евреи были предоставлены сами себе, для проживания им были выделены обособленные кварталы. Гонения на них были не часты, а некоторые императоры, например Михаил VIII (1261—1282) и Андроник II (1282—1328), были к ним весьма благосклонны.

## Формирование правового положения евреев в Византии

### Юридическая терминология
Относящаяся к евреям в законодательстве терминология менялась с течением времени. Эволюция некоторых терминов отражала общую тенденцию к переходу на греческий язык в законодательстве, причём термины его проникали туда начиная с правления Юстиниана I (527—565), когда роль латинского языка как государственного сомнению ещё не подвергалась, а греческий язык почитался только как язык православия, как, например, для обозначения народа лат. Iudaei и др.-греч. Ἑβραίοι, и не была связана с изменением правового положения евреев. С другой стороны, внимание правительства Римской империи к идеологическим вопросам определило важность терминологии для обозначения идеологической основы социальной и культурной идентичности еврейского народа. С этой целью использовали в основном два слова: лат. religio («религия») и лат. superstitio («суеверие»). Первое из этих определений имело в правовом контексте положительные коннотации и относилось к истинным верованиям и довольно скоро — только к христианству. В трудах классических юристов использовались оба слова, и выбор того или иного определялся предпочтениями юриста. Если, например, применительно к евреям юрист III века Геренний Модестин употребляет слово religio, то более ранний Ульпиан предпочитал superstitio. К концу IV века сложилась практика, когда в законах, благоприятных евреям, использовалось слово religio, а в законах запретительной направленности — superstitio. Начиная с 416 года применяется только термин superstitio.
Законом императора Грациана 383 года евреи впервые были поставлены в один ряд с язычниками, после чего сложилась тройная формула «евреи, язычники, еретики».
Начиная с 390 года евреев и самаритян законодательство рассматривало совместно, не вдаваясь в различия между ними. Еврейские источники также указывают на различие между иудеями и самаритянами, но не уточняют природу этого различия. В то же время, не считаясь евреями, самаритяне до Юстиниана имели право служить в армии. В кодексе Феодосия законы, относящиеся к евреям, самаритянам и богобоязненным, собраны в одной главе. Такой же подход использовался в VI веке в Бревиарии Алариха. В законодательстве Юстиниана, однако, положение самаритян было существенно хуже, чем евреев.

### Отношение к иудаизму
В период Римской империи иудаизм считался, в отличие от христианства, традиционной, и потому разрешённой (лат. religio licita), религией. Запрет на проведение обряда обрезания, введённый при императоре Адриане (117—138) был вызван общим запретом на кастрацию (см. евнухи в Византии) и был отменён при Антонине Пие (138—161). Хотя законы императоров из династии Северов требовали от евреев участия в отправлении куриальных обрядов императорского культа, разъяснения юристов Ульпиана и Модестина уточняют, что евреи законом освобождались от тех обрядов, которые противоречили их религии. С победой христианства при Константине Великом (306—337) положение евреев изменилось не сразу, что исследователи объясняют преемственностью подходов с языческим периодом и особой связью между иудаизмом и христианством. В 393 году иудаизм, хотя и в негативном контексте, был подтверждён в качестве разрешённой религии. Вопрос об обрезании неоднократно затрагивался в законодательстве, подтверждая постановления Антонина Пия, пока окончательно не был зафиксирован в Дигестах. В V веке рядом законов было подтверждено право евреев на соблюдение шаббата и религиозных праздников.
Из признания религии евреев следовала необходимость признания их священников и это было сделано в законе 330 года. В 392 году Феодосий Великий (379—395) утвердил статус еврейских патриархов как лиц, наделённых властью выносить суждения относительно своей религии (CTh 16:8:8). Статус главы Синедриона (наси) вначале не был определён, и император Юлиан (361—363) обращается к наси Хиллелю как к «брату» (др.-греч. ἀδελφός), что указывает на высокое, хотя и неопределённое положение. Из законодательных источников, начиная с конца IV века известно, что еврейские патриархи были причислены к сенаторскому званию. Последний наси Гамлиель VI (ок. 400—425) имел титулы illustris и «почётного префекта претория» (лат. praefecture honoraria).
Также законами был определён статус синагог. В 330 году Константин Великий определил еврейских священников как тех, «кто посвятил себя с полной преданностью синагогам евреев, патриархам или старейшинам». Императоры Валентиниан I (364—375) и Валент II (364—378) использовали для «синагог еврейского закона» термин «религиозное место» (лат. locus religionis). Рядом законов, изданных между 393 и 423 годами, была гарантирована неприкосновенность синагог, хотя необходимость столь частого издания законов на одну и ту же тему может свидетельствовать об их плохом исполнении. В 415 году Феодосий II приказал Гамлиелю VI прекратить строительство новых синагог и разрушить те из них, которые находились в ненаселённых местах. В 423 году этот запрет был издан в виде закона, хотя право поддерживать существующие синагоги было сохранено. В 535 году Юстиниан I запретил евреям иметь синагоги в Африке, новые не должны были строиться, а старые надлежало переделать в христианские церкви. Известно только об одном случае применения на практике этого закона.

### Правоспособность
В 212 году римское гражданство было даровано всем жителям Римской империи. С победой христианства при Константине Великом правовой статус религиозных групп определялся их отношением к христианству, и постепенно язычники и еретики утратили права и гражданский статус. Насколько можно судить, во II—III веках евреи были вовлечены в муниципальное управление в Палестине, что не удивительно, учитывая, что евреи составляли там основную массу населения. В то время исполнение этих обязанностей было достаточно выгодным, поскольку евреям не приходилось служить в курии, что подразумевало обременительные обязательства. С 321 года положение полностью изменилось, и на евреев были возложены куриальные обязанности в той степени, как они возлагались и на другие группы населения. В течение IV века был издан ряд законов, устанавливавших и отменявших исключения из этой системы для евреев и их старейшин. Наконец, при Юстиниане I закрепилось положение, когда евреи были обязаны выполнять куриальные обязанности, «даже если они будут горестно стенать»; при этом, хотя они в полной мере несли обязанности декурионов, им не полагалось соответствующих этому статусу привилегий.
До начала V века право евреев занимать должности в системе государственного управления не ограничивалось. В 404 году император Гонорий (395—423) изгнал из государственного аппарата евреев и самаритян, однако из текста закона нельзя понять, оказалась ли государственная служба закрыта после этого времени для представителей этих народов. В 418 году для евреев была запрещена служба в тайной полиции, придворные должности и служба в армии. В 425 году законом Валентиниана III евреям было запрещено заниматься юридической практикой. В 438 году евреям были разрешены некоторые низшие должности. В 527 году Юстиниан I критиковал чиновников за недостаточно строгое соблюдение этих запретов. При нём все старые запреты были подтверждены, а законом 527 года евреям был разрешён только пост taxeota.
Вероятно, до 398 года евреи пользовались значительной автономией в юридических вопросах. Начиная с этого времени было установлено разделение между областями, относящимися к «суеверию», и общему праву (лат. forum, leges et iura). Помимо суда своих патриархов, евреи должны были подчиняться обычным судам (лат. iudicia). Еврейским старейшинам было разрешено разбирать дела, относящиеся к религиозным вопросам, и те не-религиозные дела, в которых обе стороны согласились предстать перед еврейским судом; в этом случае решение такого суда рассматривалось как равносильное решению арбитражного суда. Закон Феодосия II 415 года явно запретил суды над христианами в еврейском суде, передав эти вопросы провинциальным губернаторам. Однако запрет 425 года на ведение юридической практики не коснулся собственной еврейской судебной системы.

### Смена веры

#### Из иудаизма в христианство
Вопросу обращения евреев в христианство, важному с точки зрения христианской эсхатологии, посвящено значительное количество законов. Законы Константина Великого 329 и 335 годов защищали новообращённых от враждебности своих бывших единоверцев. В 426 году Валентиниан III гарантировал новым христианам их долю в наследстве своих родителей даже в случае отцеубийства. Вероятно, эти льготы привели к злоупотреблениям, поскольку при императорах Аркадии и Гонории было запрещено крестить евреев, обременённых долгами или имеющих проблемы с законом. Тем, кто, несмотря на такие обстоятельства, всё-таки был крещён, разрешался обратный переход в иудаизм.
Существовало множество крещальных формул, употреблявшихся при крещении евреев и восходящих к раннехристианскому апокрифу Климентинам. Все они содержат утверждение о том, что смена веры не вызвана ни страхом, ни желанием получения выгоды. Требование искренности было официальной церковной политикой со времён Юстиниана I и стало частью канонического права на Втором Никейском соборе 787 года. При этом, однако, в конце VI века папа Григорий I поощрял проживавших на его владениях евреев к принятию христианства тем, что прощал им часть арендной платы.

#### Из христианства в иудаизм
Обращение христиан в иудаизм неоднократно запрещалось. Оно рассматривалось как тяжкое правонарушение, и наказанию подвергались как обращённый, так и тот, кто его обратил; врач, выполнивший при этом процедуру обрезания, подлежал смерти. Тяжесть наказания на обратившихся в иудаизм менялась с течением времени: при Констанции II это была конфискация имущества, в конце IV века было добавлено изгнание, а с 438 года наказанием за отпадение от христианства стала смертная казнь.
Правовое регулирование возможности евреев владеть рабами не-евреями было тесно связано с вопросом об обращении не-евреев в иудаизм, поскольку, согласно галахическому законодательству, многие обязанности в домашнем хозяйстве иудея разрешается выполнять только иудею, в результате чего купленные евреями рабы являлись основным источником иудеев-прозелитов. Представление о том, что нахождение христиан в собственности у евреев абсолютно неприемлемо, привело к появлению ряда законов. В 339 году Констанций II запретил евреям покупку рабов другого вероисповедания — христиан под страхом смертной казни, прочие конфисковывались в пользу казны. Этот запрет был подтверждён в 423 году в Восточной империи Феодосием II (CTh 16:9:5), однако на Западе император Гонорий в 415 году разрешил евреям владение рабами-христианами при условии сохранения им возможности следовать христианским обрядам. В VI веке политика относительно купленных не-христианами христиан изменилась, и теперь они подлежали освобождению, при этом их владельцы должны были уплатить штраф в 30 фунтов золота; в случае, если правонарушителем был еврей, наказание могло быть ещё более тяжёлым, вплоть до смертной казни.

### Межрелигиозные отношения
Напряжённые отношения между христианами и евреями стали причиной появления законов, регулирующих отношения между ними. Хотя исходной целью этих законов было оградить христиан от враждебности евреев, общий принцип, положенный в основу этого законодательства, также предоставлял евреям защиту государства от гонений со стороны христиан. Принятые законы защищали христианскую религию от оскорблений со стороны евреев. Так, закон 408 года (CTh 16:8:18) трактовал традиционные развлечения во время праздника Пурим, сопровождающиеся «сожжением Амана», как непочтение к христианскому кресту. Тем не менее, в 420 году было указано, что «никто не должен быть уничтожен за то, что он еврей», хотя и с предупреждением, чтобы «евреи не возгордились ввиду предоставленной им защиты от ревнителей христианского культа» (CTh 16:8:21). Внутрихристианские разногласия, вызванные спором относительно принятия решений Халкидонского собора, коснулись и евреев — в 455 году император Маркиан издал два эдикта, запрещающих вести религиозную полемику в присутствии евреев и язычников. Маловероятно, чтобы этот запрет означал, что евреи каким-то образом принимали участие в ожесточённых спорах православных с монофизитами, но впоследствии на Западе эти законы истолковывались как запрет на диспуты между христианами и евреями.
Социальная сторона взаимоотношений между евреями и христианами регулировалась единственным законом Феодосия I от 388 года, запрещавшим браки и внебрачные отношения между представителями этих религий. Браки между евреями и христианами также были запрещены Римским собором 743 года.

## Исторический обзор

### IV—V века
В 415 году евреи Александрии стали жертвой конфликта между патриархом Кириллом и гражданской администрацией города в лице префекта Ореста. После того, как патриарх обвинил евреев в организации беспорядков, евреи вооружились и убили несколько христиан. В результате последующих событий синагоги в городе были разрушены, а евреи изгнаны из города. Однако это изгнание не было долгим, и уже во время Халкидонского собора (451) отношение власти и принявшей Халкидонский символ веры Церкви к евреям изменилось. Связано это было с тем, что миафизиты обвиняли халкидонитов в иудаизме. Миафизиты утверждали, что в халкидонитском Константинополе евреи чувствовали себя достаточно уверенно, чтобы выступить с петицией о восстановлении синагог, обосновывая это тем, что принятое на соборе решение о двух природах Иисуса Христа снимает с них старое обвинение в распятии Бога. В реальности в полемике миафизиты Египта и Сирии, настаивавшие на единой, фактически исключительно божественной природе Христа, именно в качестве еврейской ереси рассматривали учение о двойной природе Иисуса, окончательно утвердившееся на Халкидонском соборе 451 года. Миафизиты даже распространяли слухи о том, что евреи якобы обратились к императору Маркиану (450—457) с насмешливой просьбой: «Долгое время нас рассматривали как потомков тех, кто распял Б-га, а не человека. Но с тех пор, как собрался Халкидонский собор и продемонстрировал, что они распяли человека, а не Б-га, мы просим, чтобы нас простили за это и восстановили нам наши синагоги». В случаях вооружённой борьбы между халкидонитами и миафизитами в Сирии и Египте еврейское население действительно обычно поддерживало халкидонитов, видимо, потому что халкидониты, как и евреи, составляли меньшинство населения в Сирии и Египте, и тоже в основном представляли средние городские слои, а также вследствие того, что миафизиты Сирии и Египта вели борьбу с халкидонизмом как с «еврейской ересью». Но и византийские императоры вслед за Кириллом Александрийским называли иудеями несториан, потому что те подчеркивали человеческую природу Христа, а в их храмах, как и в синагогах, в молитвенных залах не было икон. В последующем существовали многочисленные источники о еврейском происхождении Михаила II Травла и Аморийской династии, но, видимо, они тоже были порождены борьбой внутри христиан, так как сообщали об этом только православные — сторонники иконопочитания, недовольные тем, что он не поддержал их радикальных требований. Иконоборческие источники об этом не сообщают, хотя Михаил II прекратил преследования православных и тем подготовил почву для полного восстановления иконопочитания.

### В правление Юстиниана и его преемников
В правление Юстиниана I впервые были предприняты практические шаги по принуждению евреев к принятию христианства. В 527 году был издан закон, согласно которому еретиком считался «каждый, кто не принадлежит кафолической церкви и нашей православной и святой вере», что некоторые исследователи считают признаком начала ухудшения правового положения евреев. В Кодексе Юстиниана, две редакции которого вышли в 529 и 534 годах, было опущено утверждение Кодекса Феодосия о том, что «еврейская секта не запрещена никаким законом». После завоевания королевства вандалов в 535 году был издан запрет на существование синагог в Северной Африке. Этим запретом были нарушены долгое время существовавшие принципы о защите синагог и непричислении евреев к еретикам. Несмотря на то, что этот закон редко применялся на практике и был опущен во многих сборниках византийского права, это был значимый прецедент.
Помимо развития прежнего законодательства в сторону его ужесточения, при Юстиниане I были предприняты новые меры по регулированию религиозной жизни иудеев. Новелла, изданная 7 февраля 553 года, содержала предписания относительно того, какими текстами Священного Писания можно пользоваться во время богослужений в синагогах. Было предписано пользоваться текстами, понятными жителям страны, где находится синагога, и запрещено «искажать текст и скрывать свой обман, злоупотребляя невежеством многих людей». Были рекомендованы, не исключая и других вариантов, два греческих (Септуагинта и Аквилы) и латинский (Вульгата) переводы. Поскольку перевод обращённого иудея Аквилы был создан под редакцией раввинов, Юстиниан, вероятно, рассчитывал на то, что его предписание облегчит переход иудеев в христианство. С другой стороны, новелла содержала запрет на использование в синагогах девтероса («второго издания») для толкования Священного Писания, «поскольку оно … есть лишь изобретение людей, которые только рассуждают о земном, не имея в себе ничего Божественного», что означало запрет на раввинистические толкования Библии и на Мишну. Данная новелла фактически распространяла сложившуюся традицию, когда византийский император выступал в качестве верховного судьи в христианских спорах, на иудаизм. Новелла не отрицала иудаизм как ошибку, вместо этого Юстиниан указывал на некоторое мнение в иудаизме — в данном случае на санкционированный раввинами перевод Аквилы — как на приемлемое для него.
В правление Юстиниана произошла развязка истории государства Химьяритов. С 518 года там правил принявший иудаизм Зу Нувас, который наложил эмбарго на византийскую торговлю в ответ на жестокое обращение с евреями. После массовой казни христиан в 522 году христианский царь Аксума Калеб при поддержке Византии объявил войну Химьяру, и через два года еврейское государство пало. К данному периоду относятся события жития Григория Омиритского и диспут святого с евреями Химьяра. Известен ряд других произведений христианской-иудейской полемики эпохи Юстиниана. По сообщению Прокопия Кесарийского, евреи Италии выступили на стороне остготов в ходе Готских войн.
После смерти Юстиниана в 565 году при его непосредственных преемниках положение евреев в империи не улучшилось. В Палестине состояние экономики в виду активизировавшихся войн с Персией продолжало ухудшаться, отношения с самаритянами оставались враждебными. Историк Иоанн Эфесский сообщает о крупном восстании евреев и самаритян в 578 году. В 579 году тот же автор сообщает о беспорядках в Константинополе, когда «евреи, самаритяне и еретики» устроили погром в городе против христиан; виновные в этом были наказаны не очень сурово. Склонность евреев принимать участие в конфликтах своих христианских сограждан, зачастую с ущербом для самих себя, проявлялась в VI веке неоднократно. В 577 году в Константинополе они приветствовали восстановление патриарха Евтихия, в 592 году евреи Антиохии были обвинены в осквернении иконы Богородицы. При этом посетивший Палестину во второй половине VI века Антонин из Плаценции сообщает о том, что евреи имели возможность беспрепятственно отмечать свои праздники у могил патриархов. В целом, тесные контакты между евреями и христианами поддерживались без проявлений явной враждебности. Хотя в 592 году император Маврикий (582—602) дал указание принудительно крестить евреев и самаритян, этот приказ был адресован губернатору удалённой от Палестины Мелитены и потому невыполним.
Несмотря на отсутствие для этого правовых оснований, синагоги иногда отбирались. В 569 году по неизвестным причинам синагоги Константинополя были преобразованы в церкви, а в литургию примерно в это время был добавлен чин об освящении синагог для использования их в качестве церквей. Однако это не было общей политикой, и известны случаи, когда незаконно конфискованные синагоги возвращались, а если они были уже освящены, то еврейской общине полагалась за них компенсация.

### VII век
Сложившийся баланс в отношениях евреев и государства был нарушен в начале VII века, когда в результате переворота к власти пришёл узурпатор Фока (602—610), убивший своего предшественника Маврикия. Придя к власти, Фока, опасаясь не поддержавших его высших чиновников и военных, попытался править через партию «зелёных», традиционно находящуюся в оппозиции государству и официальной церкви. «Зелёные» в полной мере воспользовались предоставленной возможностью — в Константинополе они сожгли ипподром, в 609 году в результате беспорядков был убит патриарх Анастасий II. После того, как император понял, что события вышли из-под контроля, в Антиохию был послан патрикий Боноз, убивший там множество мятежников. В конце концов Фока был свергнут Ираклием (610—641) при поддержке обеих партий. Эти события стали широко известны в империи, и общее мнение было таково, что в них главными зачинщиками были евреи. Подробно события этого времени изложены одним из их участником, крещёным евреем Иаковом в появившемся в 634 году памфлете «Учение новокрещенного Иакова». Уже после прихода Ираклия к власти в 610 году стали распространяться слухи, что евреи затевают массовое убийство христиан в Тире. Желая предотвратить это бедствие, христиане в свою очередь убили многих евреев.
События Ирано-византийской войны 602—628 годов стали кульминацией кризиса в отношениях евреев с империей, начавшегося в 602 году. Приближение персов воодушевило евреев Востока, начавших мятеж. Они нападали на местных христиан, паломников и даже евреев, подозреваемых в симпатиях к христианам. Во время осады Иерусалима они начали столкновения с христианами, препятствуя организации обороны, а после захвата города помогали персам отыскивать спрятавшихся христиан. При этом, однако, положение персидских евреев в этот период не было существенно другим. Хотя они имели возможность служить в сасанидской армии, соблюдая при этом свои праздники, это не исключало преследований. После установления власти Персии в Иерусалиме многие евреи были там распяты, а оставшиеся в живых изгнаны. В 628 году император Ираклий вернул Византии Эдессу, позволив евреям невредимыми выйти из города при условии, что они покинут империю. В следующем году он восстановил контроль над Палестиной и, воспользовавшись гостеприимством Вениамина, главы еврейской общины Тивериады, дал торжественную клятву уважать права евреев. Однако затем он прибыл в Иерусалим и после того, как ему были показаны места смерти христиан, позволил убедить себя изгнать евреев из города, запретив им жить в пределах трёх миль от него.
В 630 году арабы начали вторжение в Палестину и снова начались опасения о возможном предательстве евреев в предположении, что и те, и другие ненавидят христиан. Однако в битвах 630-х годов в Палестине евреи и самаритяне зачастую сражались и погибали вместе с христианами. Тем не менее в 632 году, с целью обеспечить безопасность империи путём устранения религиозных разногласий, был издан указ, предписывающий креститься всем лояльным гражданам. Было возобновлено применение юстиниановского законодательства о недопустимости искажения Священного Писания, в результате была запрещена Шма. Однако даже в Карфагене, где этот указ был объявлен, он выполнялся без энтузиазма и вовсе не применялся в провинции. Парадоксальным образом указ императора Ираклия о всеобщем крещении, ввиду крещения язычников ещё при Юстиниане направленный в основном против иудеев, был реально выполнен в варварских королевствах Западной Европы, входивших в состав Византийской империи только номинально. Неизвестно, сохранилась или нет при преемниках Ираклия политика в отношении евреев в самой Византии. Хотя этот указ Ираклия формально действовал в течение всего существования Византии в самой Византии, но, в соответствии с толкованием Максима Исповедника, обычно не применялся против иудеев ввиду опасности, как считал Максим, захвата новокрещёными евреями ключевых должностей в церковной иерархии и распространения ими ересей. Максим считал, что к иудеям закон Ираклия применять не надо. Максим считал необходимыми свободу вероисповедания иудеев и предоставление им максимальной эмансипации, для того чтобы у подавляющего большинства их даже мысли не возникало переходить в христианство. Видимо, эта политика использовалась в Африке, где Максим был советником правителя Африки Григория — сына кузена императора Ираклия. В 644 году берберские евреи были основной силой, противостоящей арабам, а в 698—701 годах их царица Дакия аль-Кахина возглавила восстание против завоевателей.
Эллинизированным евреем, принявшим христианство, был известный изобретатель «греческого огня», или устройства для его метания, архитектор Каллиник из сирийского Гелиополя (совр. Баальбек в Ливане), около 668 года бежавший от арабов в Константинополь, где сконструированное им оружие помогло в 673 году отразить нападение мусульманского флота в морском сражении при Кизике. Около 680 года сообщается об обращении евреев где-то в Малой Азии, хотя неизвестно, насколько достоверна эта информация.
В 691 году на Трулльском соборе были приняты решения о необходимости очистить церковь от еврейских обычаев. В целом в VII веке положение евреев в империи не ухудшилось, прежние законы в их защиту продолжали исполняться. Контрастом этому являлись события в Королевстве вестготов, где евреи быстро лишились всех своих прав и в конце концов были обращены в рабство.

### В иконоборческий период
Следующая попытка внести ясность в правовое положение евреев произошла при императоре Льве III Исавре (717—741), в 721 или 722 году приказавшем всем евреям империи креститься. Если аналогичные меры в правление Ираклия I были вызваны сложными внешнеполитическими обстоятельствами, то к правлению Льва III основные проблемы были устранены, в том числе военными успехами самого Льва. Тем не менее, хотя Палестина к этому времени уже давно находилась под властью арабов, вероятно, были опасения неблагонадёжного поведения оставшихся в Византии евреев. Основаниями для этого могли служить многочисленные восстания на подвластных арабам территориях от Нила до Евфрата, крупнейшими из которых было восстание 645 года в Месопотамии, восстание объявившего себя мессией Абу Исы в начале VIII века на территории Персии и восстание другого претендента на мессианство, Серена Сирийца. Неизвестно, однако, разделяли ли эти мессианские настроения византийские евреи. Основанием для положительного ответа на этот вопрос, по мнению Э. Шарфа, может служить сообщение Феофана Исповедника:
В сем году царь [Лев III] принудил креститься евреев и монтанов, но иудеи, против воли крещенные, очищались от крещения, как от осквернения, принимали святое причащение поевши и таким образом искажали веру. Монтанисты же, пользуясь гаданиями, назначили себе известный день и, собравшись в домы, определённые для заблуждения своего, сами себя сожгли.
По его мнению, в этом контексте под монтанистами, практически исчезнувшими после преследований при Юстиниане I, следует понимать некую иудейскую секту — повторное крещение к этим христианским еретикам не применялось, и монтанистов часто в христианских источниках связывали с евреями. В изданном в 726 году сборнике законов Эклога евреи не упоминаются вообще, а монтанисты подлежат «казни мечом». Несколько лет спустя был издан закон, подтвердивший запреты Юстиниана евреям занимать государственные должности и распространять свою религию.
В 730 году Лев III начал борьбу против икон, которую его оппоненты связали в том числе с заговором евреев. Так, якобы евреи Лаодикеи пророчествовали халифу Язиду II (720—724) 40-летнее царствование, если он уничтожит в своём государстве христианские иконы. Он это сделал, и затем его примеру последовал император Лев. Или же его в этом убедил некий еврей, обещая такой же результат, что и халифу. Отношение иудеев к изображениям, в период Римской империи нейтральное, с конца V века стало отрицательным, и известны случаи уничтожения изображений в синагогах в этот период. Маловероятно, чтобы целью начатой Львом III кампании было пойти навстречу евреям, выступающим против икон.
В первой половине IX века, во второй иконоборческий период (815—843), известно об общине близких к иудеям афинган в Амории. За некоторыми исключениями они принимали иудейский закон, не отказываясь при этом от крещения. Они часто оправлялись жить в еврейские семьи, чтобы изучить обычаи, а также перенимая навыки в ремёслах. Из Амория они распространились по Фригии и прилегающим провинциям. При императоре Михаиле I (811—813) секта афинган была разгромлена. В 838 году Аморий на короткое время был захвачен арабами, и описание обстоятельств, при которых это произошло, напоминает падение Иерусалима в 614 году, однако евреи в данном контексте не упоминаются. В правление уроженца этого города императора Михаила II (820—829), о еврейских корнях которого сообщают Продолжатель Феофана и Михаил Сириец, евреи Византии были освобождены от некоторых налогов.
Неприятным событием для Византии стал переход в иудаизм правителей Хазарского каганата — соседа и союзника империи в Северном Причерноморье. Тюрки-хазары, не будучи евреями, стояли перед традиционным для язычников выбором между монотеистическими религиями, и предпочли иудаизм, чтобы не зависеть ни от византийцев, ни от арабов. В 860—861 годах в Хазарию было направлено византийское посольство во главе с миссионером Константином Философом. При дворе кагана Константин участвовал в прениях с евреями. Хазарский правитель пообещал неприкосновенность христианам в своих владениях, но сам от принятия христианства воздержался. В IX веке необходимость борьбы против новых врагов, таких как русы и венгры, вынуждала Византию и Хазарию оставаться союзниками, но уже к концу столетия их отношения окончательно испортились. Официально Византия так никогда и не признала факт обращения хазар: ни в одном из византийских источников они не названы иудеями.

### При Македонской династии
Очередную масштабную попытку обращения евреев в христианство предпринял основатель Македонской династии Василий I (867—886). Согласно автору книги V компилятивной хроники Продолжателя Феофана, которым, вероятно, был его внук Константин VII (913—959), это произошло около 873 или 874 года. Хронист сообщает:
Зная, что ничему Бог так не рад, как спасению душ, и что извлекающий достойное из недостойного служит устами Христовыми, царь не устранился и не отступился от апостольских дел, но прежде всего уловил в сети Христовы необрезанный и жестокосердный сам по себе народ иудеев. И вот он приказал им явиться на диспут с доказательствами своей веры и показать, что доводы их прочны и неколебимы, или, уверовав, что Христос — глава Закона и пророков и что Закон — не более как тень, рассеиваемая сиянием солнечного света, обратиться к учению Господа и креститься. К тому же он роздал новообращенным чины, снял с них бремя прежних налогов, обещал возвести в честь из бесчестия, и у многих снял царь пелену с глаз и обратил в веру Христову, хотя немало их, когда он ушел из этой жизни, яко псы вернулись к своей блевотине. И хотя они, вернее, часть их, будто эфиопы, остались неотмытыми, должен был боголюбивый царь рвением своим заслужить у Бога полную плату за свой труд.
Степень успешности предпринятых Василием ненасильственных мер подвергается сомнению, поскольку одной из целей составителей хроники было восхваление пришедшего путём переворота к власти монарха. Других сведений о мерах Василия по отношению к евреям хроника не приводит, однако из других источников известно, что в правление Василия происходили диспуты между евреями и христианами и имели место гонения. Тем не менее, евреи по-прежнему оставались единственной нехристианской общиной, которой было позволено существовать в империи, и законодательство конца IX века, сформулированное в сборниках Прохирон, Эпанагога ничего в этом не изменило.
Согласно еврейскому хронисту, жившему в византийской Италии Ахимаацу бен-Палтиелю, сын Василия Лев VI отменил законы своего отца и позволил евреям вернуться к исполнению своих обрядов. Однако это утверждение находится в противоречии с собственными утверждениями Льва в его новелле LV, где он объявляет старые законы о евреях утратившими силы. Теперь они, исходя из предположения, что все евреи при Василии I перешли в христианство, должны жить в согласии с христианскими обычаями. Если же кого-нибудь уличат в том, что он отступил от христианских законов и вновь обратился к еврейским обычаям, то он должен претерпеть наказание, предусмотренное законом для отступников. Хотя в этой новелле нет ссылок на церковные каноны, по мнению С. Трояноса она восходит к 8 канону VII Вселенского собора, определяющему отношение к евреям, только для виду принявшим христианство. Как и многие предыдущие аналогичные инициативы до Льва VI, эта попытка также не привела ни к чему. Однако то, что эта тема продолжала вызывать интерес, видно из заслушанного на Эрфуртском соборе в 932 году письма дожа Венеции Пьетро II. В этом письме дож сообщает о полученном императором Романом I (920—944) послании от Иерусалимского патриарха о том, как в находящемся под властью арабов Иерусалиме все евреи чудесным образом крестились. В 930-е годы Роман I предпринял гонение на евреев в Италии и других регионах. По сообщению арабского автора Аль-Масуди, часть византийских евреев нашла убежище в Хазарии. Из сохранившегося хазарского источника (написанного очевидцем событий, высокопоставленным хазарским евреем, находившемся в Константинополе) известно, что хазарский царь ответил преследованием христиан, а затем около 939 года между странами произошло военное столкновение, которое началось с того, что Византия подговорила русского князя Хельгу напасть на хазарский город Самкерц на берегу Керченского пролива. Хазарский военачальник, носивший еврейское имя Песах, в ответ разорил византийские владения в Крыму и осадил Херсон.
В середине VIII века сложилась еврейская торговая ассоциация раданитов, торговые пути которых проходили из Пелузия в Египте в Константинополь и через Италию во Францию и Испанию, куда они доставляли товары из Китая. После того, как остров Крит стал пиратским гнездом, их маршруты сделались небезопасными, равно как и прибрежные города. Так, в 925 году член влиятельной еврейской общины Ории врач Саббатай Донноло чудом избежал пленения во время арабского набега на Орию, тогда как 10 учёных раввинов были убиты. В 961 году византийцы отвоевали Крит, и после того, как в результате завоеваний императоров Никифора II Фоки (963—969), Иоанна Цимисхия (969—976) и Василия II Македонянина (976—1025) Византия стала вновь ведущей державой Средиземного моря, сюда стали переселяться евреи с подвластных арабам территорий. Одновременно с этим отношение к евреям в Византии стало более спокойным начиная с периода единоличного правления Константина VII. В первой половине XI века патриарх Церкви Востока Илия I писал, что ромеи дали защиту большому числу евреев, разрешив им следовать своей религии и строить синагоги — в отличие от представителей его собственной конфессии, преследуемых как несториан. Вероятно, его свидетельство о разрешении строить синагоги является преувеличением, призванным подчеркнуть ухудшение положения евреев в фатимидском Египте при халифе аль-Хакиме (996—1021). Несмотря на то, что для изгоняемых из Египта евреев привлекательным выбором также являлся Кордовский халифат, многие из них выбирали Византию. Этому способствовали прекращение практики насильственных крещений и стабилизация законодательства о евреях — новые запреты не появлялись, старые не возобновлялись.
В XI веке благодаря иммиграции с Ближнего Востока распространилось учение караимов — возникшее в VIII веке в Месопотамии течение в иудаизме, отрицающее устное предание. Распространение караимизма привело к расколу в нескольких еврейских общинах. Так, Вениамин Тудельский сообщает о стене, построенной в столичном квартале Пера, ставшем преимущественно еврейским, чтобы разделить евреев-ортодоксов и караимов и предотвратить столкновения между ними. С другой стороны, этот конфликт стимулировал оживление интеллектуальной жизни.

### XII век. Сведения Вениамина Тудельского
Примерно в 1168 году Византию посетил — с неизвестной целью, возможно из любви к путешествиям, возможно по другой причине — путешественник из Наварры Вениамин Тудельский. О своём путешествии он составил заметки, являющиеся практически единственным источником сведений о количестве евреев, живших в разных городах империи. На своём пути через Византию путешественник из Туделы посетил, помимо крупнейших городов империи Фив, Фессалоник и Константинополя, ещё 23 населённых пункта. Вениамин вступил на византийскую территорию на острове Корфу, где обнаружил одного еврея. Затем, после двухдневного перехода морем, он достиг некой «земли Левато» (которую исследователи идентифицируют либо с городом Амбракия в северной Греции, либо с островом Лефкас), где жили сто евреев. Далее он продолжил движение на юг через остров Итаку, Патры, Навпакт, Коринф, Фивы, Халкиду на острове Эвбея. В городке Синон-Потамо Вениамин обнаружил около 50 евреев, подвергавшихся грабительским набегам валахов. О последних он сообщает, что они «не строго соблюдают уставы христианской веры и называют друг друга еврейскими именами. Иные говорят даже, что они некогда были евреями и звали последних своими братьями». После этого Вениамин посетил несколько городов у Пагасетийского залива, затем он побывал в Фессалониках, откуда направился на север вдоль побережья Эгейского моря. Из расположенного на севере Греции города Драма Вениамин некоторое время двигался на юг по Эгнатиевой дороге до города Канистоли, вероятно соответствующего современному городу Кавала. Оттуда он морем добрался до Абиро, возможно, имея в виду малоазийский Абидос, и через 5 дней пути горами был в Константинополе. Сообщив подробные сведения о богатстве и великолепии византийской столицы, Вениамин сообщает, что собственно в Константинополе евреев нет, поскольку живут они по другую сторону пролива в Пере. Остаток своего пути по империи Вениамин проделал морем. По Мраморному морю он достиг Родосто, где еврейская община насчитывала 400 человек, затем Галлиполи. Посетив ещё несколько островов в Эгейском и Средиземном морях, везде обнаруживая значительное число евреев, Вениамин Тудельский покинул территорию Византии.
Статистический обзор Вениамина Тудельского не полон, поскольку он вообще не посетил византийскую Малую Азию и ничего не сообщил об еврейских общинах там. На основании сопоставления с другими источниками известно, что его сведения о тех местах, где он бывал, также не полны — в Фессалониках он не упомянул о живших там караимах, а также двух селениях неподалёку, где евреи были многочисленны. Известны и другие существенные опущения. Достоверность сведений Вениамина о Византии исследовал русский византинист Ф. И. Успенский и нашёл их неточными в части описания административного устройства империи. Тем не менее, в части сообщаемых сведений информация Вениамина Тудельского большинством историков признаётся достоверной. Из неё исследователи делают два основных вывода. Во-первых, в тексте нет упоминаний о притеснениях евреев в державе Мануила I Комнина (1143—1180). В его родной Наварре, куда при короле Санчо IV (1150—1194) переселилось множество притесняемых маврами евреев, соплеменники Вениамина обладали множеством привилегий, и исследователи предполагают, что он должен был бы отметить существенное отличие по этому показателю. Во-вторых, сведения Вениамина Тудельского позволяют сделать вывод о процветании провинциальных общин, из которых константинопольская, хотя и крупнейшая, насчитывала не более 30 % общего числа евреев в стране. Исследователи отмечают, что упомянутые путешественником города, помимо трёх крупнейших, ранее не упоминались в связи с наличием в них еврейских общин. Это связывают с демографическими изменениями, возникшими вследствие Второго крестового похода (1147—1149) и связанного с ним всплеска антисемитизма. Помимо этого, отчёт Вениамина Тудельского позволяет сделать выводы о вовлечённости евреев в торговлю шёлком. Численность евреев на основе его сведений можно оценить примерно в 12 000 человек из 15 миллионов общего населения империи.

### После 1204 года
Падение Константинополя в 1204 году традиционно рассматривается как важная веха в судьбе византийских евреев. Сложившееся за века равновесие было нарушено, и евреи были вынуждены приспосабливаться к более сложной политической обстановке, сложившейся на территории распавшейся Византийской империи. После 1204 года звание крупнейшей еврейской общины перешло к Фивам, описанным испанским путешественником Иегудой Алхаризи, посетившим этот город в 1218 году. В целом, сохранилось не много сведений о внутренней жизни еврейских общин на территории Греции. Исследователи используют для этой цели произведения итальянского талмудиста XIII века Исайи ди Трани, данные о еврейском населении принадлежащего с 1204 года Венеции Крита и написанное около 1270 года письмо Якоба бен Элии к Пабло Кристиани, являющегося главным источником о преследовании евреев в Эпире. В нём перечисляются гонения, которым подверглись евреи в XIII веке, и два из них приходятся на Византию.
Последние два с половиной века существования Византии считаются менее благоприятным для евреев периодом по сравнению с предшествующими столетиями, когда за время начиная со смерти Ираклия I в 641 году до 1204 года насчитывают 3 крупных гонения, охватывающих в сумме около 50 лет. До 1261 года, когда крестоносцы были изгнаны из Константинополя, существовало два крупных греческих государства — Эпирское царство и Никейская империя, и в обоих были зафиксированы преследования евреев. В Эпире это произошло при Феодоре Дуке после захвата им Фессалоник в 1222 году, а в Никее при Иоанне Ватаце (1221—1254) и его сыне Феодоре II (1254—1258). При Михаиле VII Палеологе (1259—1282) гонения были прекращены. Сообщается, что он созвал лидеров евреев и пообещал им религиозную терпимость, однако это единственное, что известно о политике по отношению к евреям этого императора. Это обещание выполнялось и при его сыне Андронике II (1282—1328). О политике Андроника II в отношении евреев известно из нескольких документов, в частности из письма к императору патриарха Афанасия I (1289—1293), в котором тот возмущается свободами, предоставленными евреям, армянам и туркам — возможностью свободно перемещаться по Константинополю и возводить свои молельные дома где им вздумается. Его возмущение основывалось на древнем обычае, по которому евреи и еретики должны были жить в специальных кварталах вдали от православных.

## Евреи и церковь
Основные аргументы в христианской полемике против иудеев были изложены Иустином Мучеником в середине II века в Диалоге с Трифоном. В этом произведении Иустин заявляет, что отрицание еврейского закона было предсказано ещё в ветхозаветные времена (Ис. 51:4, 5), что христиане — это «истинный духовный Израиль и род Иуды, Иакова, Исаака и Авраама», и обвиняет евреев в том, что они «распяли Его, единого непорочного и праведного человека». По мнению французского историка М. Симона, именно отсюда берёт начало «христианский антисемитизм», когда ответственность за смерть Христа возлагалась на весь еврейский народ. Помимо религиозных, против евреев выдвигались обвинения морального характера. В IV веке персидский святой Афраат утверждал, что добродетельность девственности чужда иудеям по причине их чувственности и плотских желаний. В тот же период впервые появляется обвинение в скупости. C различных точек зрения полемику против иудеев вели Аврелий Августин, Григорий Нисский и Иоанн Златоуст.
Начиная с IV века принимались церковные каноны, призванные ограничить общение христиан и евреев. 16-й канон Эльвирского собора (начало IV века) запретил под страхом отлучения на 5 лет браки между христианками и евреями, а канон 78 запретил внебрачные связи между христианами и еврейками. Также было запрещено христианам просить у евреев благословения (канон 49) и разделять с ними пищу (канон 50). На Лаодикийском соборе около 360 года было запрещено «принимати праздничныя дары, посылаемыя от иудеев, или еретиков, ниже праздновати с ними» (канон 37) и читать в субботу Евангелие. Гимны Ефрема Сирина предостерегали христиан против опресноков. Предписания Апостольских наставлений (III век) и Первого Никейского собора (325 год) устанавливали, что еврейская и христианская пасхи не должны приходиться на один день. Во внутрихристианской полемике VI века с несторианами и монофизитами часто использовалось обозначение «иудей» для обозначения противников. Каноны соборов IV века были повторены Трулльским собором 692 года.
Начиная с середины VII века в церковной среде изменилось мнение о целесообразности насильственного крещения евреев. В 634 году свои опасения по этому поводу в письме к Иерусалимскому патриарху Софронию высказывал Максим Исповедник. 8-й канон Второго Никейского собора 789 года особенное внимание уделил искренности принятия евреями христианской веры. Согласно толкованию Вальсамона, «некоторые иудеи, подвергшись обвинениям по каким-нибудь делам и желая избежать их, переходили в православную веру и показывали вид, что они мыслят по-христиански, а на самом деле мыслили по-иудейски, тайно отправляя субботы и унижая наши обряды». Из жития святого конца X века Никона Метаноита известно о том, что в народном представлении евреи считались распространителями чумы.

## Экономическое положение

### Налогообложение
По вопросу о существовании специального налогообложения евреев среди исследователей нет окончательного согласия по причине недостаточности сохранившейся информации. Известно, что с середины II века до прекращения еврейского патриархата после смерти Гамлиеля VI в 425 году евреям было позволено ежегодно собирать пожертвования на собственные нужды. Это была значительная сумма, называемая aurum coronarium, и после 425 года она стала направляться в государственную казну. С 429 года aurum coronarium официально стал прямым налогом на евреев, сбор которого осуществлялся по-прежнему через лидеров общин. По сути, это было повторение действий императора Веспасиана, перенаправившего еврейские пожертвования в казну после разрушения Второго храма в 70 году. Скорее всего, aurum coronarium был дополнительным налогом, взимаемым помимо налогов, установленных при Диоклетиане. Необходимость взимания этого налога была подтверждена Юстинианом I и в Номоканоне. В более поздних юридических сборниках — Эклоге, Базиликах и учебнике права начала XI века «Пира» Евстафия Романа — упоминаний об aurum coronarium нет.
В то же время возможно разногласие в терминах. Так, согласно словарю Ф. Любкера, aurum coronarium являлось золотым венком, вручаемым римским военачальникам во время триумфального парада. А ежегодная пошлина с евреев, наложенная на сокровища Иерусалимского храма, называлась aurum Judaicum.
С другой стороны, существуют косвенные указания на возможность существования дополнительного налогообложения евреев — Продолжатель Феофана сообщает, что император Михаил II освободил евреев от налогов. Арабский географ Ибн Хордадбех около 846 года писал, что в Каппадокии «евреи и маги платят 1 динар с человека и 1 дирхем с очага в год». Смысл этого свидетельства не совсем понятен, поскольку налог на очаг (др.-греч. καπνιχόν) платили все, а магов, то есть зороастрийцев, вряд ли могло быть много в Византии в IX веке. Известно также о том, что в 1049 году на острове Хиос годовой подушный налог (кефалетион) с 15 еврейских семей был пожалован императором Константином IX в доход монахам местного монастыря, хотя и тут неизвестно, был ли этот налог назначен исключительно на евреев или же его платили все. Передача налогов с евреев в доход монастырям известна и для более позднего времени.
Для более поздних периодов информации практически нет. Известно, что евреи Фессалоник незадолго до Первого крестового похода платили специальный налог, но взимался ли он по всей империи, неизвестно. На основании отдельных сохранившихся хрисовулов исследователи делают вывод, что специальный еврейский налог существовал в начале правления Палеологов.

### Владение собственностью и предпринимательство
Если в средневековой Западной Европе и Центральной Европе владение недвижимостью евреям было полностью запрещено, в Византии такого запрета не наблюдается. Первое известное упоминание о владении еврейским семейством городской постройкой относится к 1022 году в Маставре, в дальнейшем сведения подобного рода становятся более многочисленными. Аналогично дела обстояли в сельской местности, где богатым евреям принадлежали поместья и фермы. Вероятно, сельским хозяйством занималась незначительная часть евреев, и медицинская деятельность, упомянутая Трулльским собором 692 года, была более распространена.
Среди ремесленных специальностей более всего известно о евреях, имевших профессии в текстильной и ткацкой областях. Источник X века Книга эпарха содержит запрет торговцам шёлком-сырцом иметь дело с евреями, возможно, из опасений контрабанды. К XII веку ситуация изменилась, и из рассказа Вениамина Тудельского известно о причастности евреев к производству шёлка, золота и окрашенных в пурпур изделий в Константинополе, Фессалониках и Фивах. В области торговли они также были активны, однако в существенно меньшей степени, чем в других христианских странах. Из ряда агиографических источников времени царствования Василия I и более поздних, например, относящихся к мученичеству Евстратия Печерского в Крыму в конце XI века, известно об участии евреев в торговле рабами.

## Региональная специфика

### Антиохия
Хотя возникшее во времена Селевка I Никатора (III век до н. э.) еврейское сообщество Антиохии не относилось к числу древнейших и крупнейших в империи, оно играло важную роль в религиозной жизни города, одного из основных центров раннего христианства. При Селевкидах и римлянах еврейское население города постоянно росло, в том числе за счёт пленных, появившихся в результате завоеваний Веспасиана и Тита. С конца I века еврейская община Антиохии пребывала в относительном упадке, не испытывая серьёзных потрясений. Сосуществование с христианами во II—III веках было мирным, известны попытки видных теологов антиохийской школы примирить иудаизм и христианство. В конце IV века увеличилось число христиан, посещающих синагоги, что исследователи объясняют, помимо прочего, существовавшим среди жителей Антиохии представлении о синагоге как о месте, подходящем для решения спорных вопросов и принесения клятв. Также у евреев была репутация специалистов по излечению болезней и изгнанию демонов. Привлекательность еврейских праздников проявилась ещё раньше, и уже на Антиохийском соборе 341 года было принято решение против тех, кто празднует Песах. На Лаодикийском соборе (ок. 360 года) христианам было запрещено жить подобно евреям и праздновать шаббат. С этими явлениями боролся выдающийся христианский богослов Иоанн Златоуст, посвятивший данной проблеме 8 своих проповедей. Появившиеся примерно тогда же Апостольские постановления несут следы противоречивого отношения сирийских христиан к иудаизму — их анонимный автор предостерегает христиан от участия в еврейских торжествах, однако включает 6 из 7 молитв из молитвенника, употреблявшегося в синагогах.
С ужесточением относящегося к евреям законодательства в начале V века их положение в Антиохии стало быстро ухудшаться. В 415 году евреи были обвинены в ритуальном убийстве в городе Инместар, расположенном недалеко от Антиохии. Как сообщает историк Сократ Схоластик, «по сему случаю между ними и христианами произошла сильная схватка». В результате синагоги были надолго закрыты, а когда император Феодосий II решил их открыть, против решительно выступил знаменитый местный аскет Симеон Столпник, в результате чего они так и остались закрытыми.
Евреи Антиохии активно принимали участие в конфликтах партий ипподрома. Около 40 года сообщается о том, что в результате столкновения партий «зелёных» и «голубых» были сожжены синагоги. В силу своего социального положения евреи поддерживали партию «голубых». В 484 году сторонники этой партии подняли восстание против императора Зенона (474—491). Когда мятеж был подавлен, «зелёные» разрушили синагоги и сожгли кости, которые выкопали на еврейском кладбище. В 507 году случились беспорядки, возможно начатые евреями, также приведшие к многочисленным жертвам.
Противоречивая информация сохранилась о крупнейшем еврейском восстании, которое произошло в Антиохии в конце царствования императора Фоки (602—610). По версии английского историка Дж. Б. Бьюри, когда терпящий поражения император решил силой заставить евреев креститься, начался мятеж. О роли евреев в этих событиях сообщает Феофан Исповедник: «евреи антиохийские … убили Анастасия великого, патриарха Александрийского, вложили в уста детородные части и влачивши его среди города, убили вместе с ним многих владетелей и сожгли их с домами». Восстание было жестоко подавлено, оставшиеся в живых евреи были изгнаны из города. В 611 году город был захвачен персами. В результате еврейская община в городе исчезла, и в XII веке Вениамин Тудельский застал здесь только 10 еврейских семей. Выдвинутая Дж. Б. Бьюри теория, что события 610 года в Антиохии были вызваны попыткой насильственного крещения евреев, была подвергнута сомнению Ю. А. Кулаковским. Русский историк критически проанализировал сведения Феофана и пришёл к выводу, что причиной выступления были разногласия между партиями «голубых» и «зелёных», а евреи не были причастны к убийству Анастасия.
Беспорядками в Сирии и Палестине воспользовалась Персия. В 614 году персы захватили Иерусалим. Очевидно, у евреев востока Византии были какие-то связи с Персией — Зу Нувас искал помощи у шаха Кавада I, а во время большого пожара в Антиохии в 540 году, случившегося при захвате персами города, еврейский квартал остался нетронутым.

### Египет
После Халкидонского собора известно не очень много о жизни евреев в Египте. Периодом правления монофизитского патриарха Тимофея (518—536) датируется рассказ о чудесном обращении евреев в христианство. При его преемнике Феодосии монофизиты решали, как им построить себе храм, «чтобы не быть как евреи». В первой половине VI века упоминается о некоем еврейском «софисте».
В 615—618 годах в ходе Ирано-византийской войны 602—628 годов персы завоевали Египет, и некоторое количество евреев вернулось туда. Источник VIII века приводит рассказ сомнительной достоверности о том, как между 620 и 622 годами монахи синайского монастыря Святого Антония обратили в христианство евреев расположенного неподалёку городка Тумай. Вероятно, евреи в VII веке не играли значительной роли в Египте, что следует из скудости папирологических источников, однако когда в 641 году арабы захватили Александрию, в документе о сдаче города евреям был посвящён особый раздел.

### Италия
В период с 476 по 554 год на Апеннинском полуострове существовало королевство остготов. В 535 году Византия начала серию войн, завершившихся падением королевства. В 569 году в Италию вторглись лангобарды, являвшиеся основной силой в северной Италии, пока не были покорены Карлом Великим в 774 году. Территориями на юге Италии Византия владела до конца XI века. Согласно еврейской традиции, еврейские общины в Италии появились после разрушения императором Титом Второго Храма в 70 году. Крупнейшие общины римского периода находились в Риме, Остии и Портусе. Еврейские надписи II—VI веков находят повсюду в Италии, но больше их на юге и в приморских городах. Надписи и Кодекс Феодосия указывают на то, что из евреев и самаритян были сформированы специальные подразделения в составе лат. corpora naviculariorum, участвовавшие в доставке зерна в Рим.
При остготах, принявших за основу своего законодательства Кодекс Феодосия, формальное положение евреев не отличалось от того, которое сложилось к середине V века в Западной Римской империи и Византии. Точных сведений о евреях в государстве Теодориха Великого (493—526) и его преемников известно не много, однако косвенные свидетельства позволяют предположить, что их фактическое положение отличалось в лучшую сторону от формального. Так, известны письма папы Геласия I (492—496) к двум евреям — имевшему сенаторское звание vir clarissimus Телезину и епископу Антонию. Другие письма того же папы касаются расследования вопроса о том, что некие еврейские рабовладельцы обвинялись в обращении своих рабов в иудаизм; папа призывал проявлять рассудительность и осторожность в этом деле. Известен также факт, что между 507 и 511 годами евреи Генуи обратились к Теодориху за разрешением починить крышу в своей синагоге. Король дал своё согласие, однако предостерёг от расширения постройки под страхом своего неудовольствия. Около 510 года произошёл конфликт между еврейскими рабовладельцами и их христианскими рабами, в ходе которого была сожжена синагога. Теодорих в данном случае постановил наказать тех, кто разрушил здания. В 525 году произошёл аналогичный конфликт в Равенне, и решением монарха налоги с христиан должны были быть направлены на строительство новой синагоги взамен сожжённой. Вероятно, отличным от византийского было мнение остготов и о возможности несения евреями военной службы, поскольку, рассказывая об осаде Неаполя, Прокопий Кесарийский упоминает о воинах-иудеях.
После того, как Италия была отвоёвана Византией, еврейским общинам в этой части империи было позволено процветать. Еврейским рабовладельцам было позволено иметь в собственности рабов-христиан, синагоги не были конфискованы. В конце VI века, после того как Италия была поделена между Византией и королевством лангобардов, главной политической фигурой стал папа Григорий I (590—604), чьё отношение к евреям являлось предметом неоднократных исследований. Обширное эпистолярное наследие этого понтифика является ценным источником сведений в том числе и об евреях в Италии. Из писем Григория I известно, что в то время основные еврейские общины Италии находились в Террачине, Луни, Венафруме и Неаполе в континентальной части Италии, в Мессине, Палермо и Агридженто на Сицилии и в Кальяри на острове Сардиния. Личное отношение Григория к евреям и иудаизму, в целом отрицательное, но основанное на строгом соблюдении законов Кодекса Феодосия, стало моделью для отношения папства к евреям до конца его византийского периода. Являясь противником насильственного крещения евреев, Григорий I тем не менее поощрял другие способы их обращения в христианство, в частности с помощью мер экономического принуждения на принадлежащих церкви землях. После смерти Григория I в 604 году в течение более двух столетий нет никаких источников по истории евреев в Италии. О реализации в Италии инициативы императора Ираклия I по крещению евреев в 632 году, возможно, являющейся частью более широкого движения против евреев на Западе, начавшегося в королевстве Вестготов при короле Сисебуте (612—621), ничего не известно. После Трулльского собора 691—692 годов папами было принято несколько решений, направленных на ограничение общения христиан и евреев, однако это не привело к существенным изменениям.
При императоре Льве III Исавре (711—741) большая часть византийских владений в Италии была утрачена и возвращена только при Василии I Македонянине. О гонении на евреев при этом императоре в Италии сообщает франкский монах Ауксилий Неаполитанский. В 871—876 годах Василий вёл борьбу в Италии против императора Запада Людовика II, и в контексте этих событий источники сообщают о волнениях среди еврейского населения городов южной Италии. В конце царствования императора Романа I в ходе кратковременных репрессий в городе Бари были сожжены священные книги, в Отранто свитки успели спасти, но пострадали несколько раввинов, из Ории большая часть общины бежала. В 1051 году по приказу катепана Аргира был сожжён еврейский квартал в Бари. Около 1066 года сообщается об обращении в иудаизм архиепископа Бари Андреаса II, который, оставив свои обязанности, отправился в Константинополь и там прошёл процедуру обрезания.

### Константинополь
О том, что евреи проживали в расположенном восточнее собора Святой Софии квартале Халкопратея (др.-греч. Χαλκοπρατεῖα, «медный рынок») в царствование Константина Великого, известно из сборника хроник Patria Konstantinupoleos. Согласно тому же источнику, возвратившийся в 443 году из Малой Азии император Феодосий II с негодованием обнаружил, что в его отсутствие и невзирая на неоднократные запретительные законы, евреи построили в городе синагогу. Других сведений этого периода нет, и неизвестно, когда евреи появились в Константинополе и жили ли они в других его кварталах. Очевидно, что Константинополь, как столица империи, обладал высокой привлекательностью для мигрантов, однако детали миграционных процессов известны плохо. Некоторая информация на эту тему содержится в датируемом 634 годом памфлете «Учение новокрещённого Иакова». Герой этого произведения, Иаков, молодым человеком в 602 или 603 году покинул Антиохию Птолемаиду в Палестине ради Константинополя, где прожил несколько лет. Затем он вернулся в столицу в возрасте около сорока лет и спустя какое-то время поступил на службу к богатому греческому торговцу, занимавшемуся нелегальным экспортом шёлка. Около 632 года Иаков предпринял по поручению хозяина годичное торговое путешествие в Африку. Наниматель снабдил его специальным письмом, чтобы Иакова не арестовали и не приняли за еврея, что указывает на период гонения Ираклия I. Эта история демонстрирует богатство и привлекательность Константинополя, а также широкий географический диапазон путей миграции евреев. Как сказались на демографических показателях гонения Ираклия, Льва III, Василия I и Льва VI, неизвестно, но предполагается, что в столице гонения проводились с особенной строгостью. Известно, что гонения Василия I в конце IX века и Романа I в 930-е годы привели к довольно массовому переселению евреев в Хазарию. Хроника Бар-Эбрея от 1044 года рассказывает, что «много пришлых, армян, арабов и евреев» устроили в городе беспорядки и император Константин IX приказал изгнать из города всех, кто поселился в столице за предыдущие 30 лет. При этом не указывается, что за миграция началась в Константинополь около 1014 года, хотя названные этнические группы могут указывать на Сирию в качестве её источника. Эти события привели к переселению евреев из пределов городских стен в расположенную за Золотым Рогом Перу. В то время она представляла собой полусельский пригород, тесно застроенный деревянными домами, о чём можно судить по быстро распространившемуся там пожару в июле 1203 года, начавшемуся после штурма города крестоносцами.
С начала XI века известно о появлении в Константинополе общины караимов, еврейской секты, находящейся в конфликте с приверженцами «нормативного иудаизма» — раввинистами. Несмотря на то, что отношения между этими конфессиями были весьма напряжёнными, византийское законодательство различий между ними не находило, и в целом их экономическое и социальное положение ничем не отличалось. Из документов Каирской генизы известно о караимском богослове Товии бен-Моисее, который около 1040 года отправился из Константинополя в Иерусалим, где обучался у известного экзегета Иешуа бен Иуды. Известно и о других еврейских студентах из Константинополя, обучавшихся в талмудических академиях Месопотамии и караимской академии в Иерусалиме. Некоторые из них после завершения обучения предпочитали не возвращаться на родину.
Продвижение сельджуков в Малой Азии после поражения Византии при Манцикерте в 1071 году привело к массовому исходу византийцев из оккупированных областей; часть евреев оттуда переселилась в Константинополь. В этот и более поздний период происходила иммиграция из Египта. Посетивший в 1160-е годы византийскую столицу Вениамин Тудельский упоминает «р. Соломона, египтянина, царского медика», единственного из евреев, кому было разрешено ездить верхом. Согласно Вениамину Тудельскому, в то время в Константинополе проживало 2000 евреев-раввинистов и 500 караимов.
В период оккупации Константинополя крестоносцами в 1204—1261 годах о евреях в городе практически не известно. Восстановление византийской столицы при императоре Михаиле VIII (1259—1282) происходило при помощи Венецианской и Генуэзской республик, которым были выделены отдельные кварталы, в которых граждане этих морских республик имели фактически право экстерриториальности. По различным соображениям в венецианских и генуэзских кварталах получали защиту местные жители, в том числе и евреи. Также известно, что около 1391 года в Константинополе работали венецианские евреи, занимаясь выделкой шкур и мехов, поступающих с берегов Чёрного моря. Вопрос о еврейских ремесленниках был достаточно важен, чтобы вызвать дипломатический конфликт между Венецией и Константинополем. Сохранилась дипломатическая переписка по этому поводу, из которой известны подробности инцидента. За некоторое время до 1319 года император Андроник II (1282—1328) предоставил евреям для проживания квартал рядом с венецианцами и установил для них налог. Между местными и венецианскими евреями было достигнуто соглашение, что первые будут заниматься обработкой шкур, а вторые выделкой кож. Это положение сохранялось до 1319 года, когда Андроник II приказал своим подданным прекратить заниматься этим ремеслом. Венецианцы, воспользовавшись возможностью, начали работать со шкурами, однако оказалось, что этот вид деятельности император хотел отдать грекам. Когда венецианские евреи проигнорировали требование императора, вооружённый отряд ворвался в их магазины и конфисковал шкуры, которые были затем сожжены. После этого случая никаким евреям более не было разрешено заниматься этим ремеслом. Сложность определения правового статуса евреев в Константинополе определялась также тем, что согласно договорам любой, кто признавал себя венецианцем и признавался в таком качестве венецианским байло, мог пользоваться всеми привилегиями, полагавшимися венецианцам. Получившие такой статус евреи могли свободно перемещаться и селиться где угодно в империи, покупать недвижимость при условии уплаты соответствующего налога.
Множество евреев из Каталонии осело в Константинополе после еврейских погромов в Барселоне в 1391 году. Возможно, с конца XIII века константинопольским евреям разрешалось селиться также в районе Вланга, рядом с гаванью Контоскалион.

### Палестина
В период с IV по VII века Палестина переживала пик своей населённости, в дальнейшем этот уровень был достигнут только в начале XX века. В это время Палестина быстро христианизировалась, и в IV—V веках большинство её населения составляли христиане. Этот процесс интенсивнее шёл в городах. Самаритяне в начале византийской эпохи составляли до трети населения Кесарии, были многочисленны в Газе, Антипатриде и в целом по побережью южнее Castra Samaritanorum.
При Юстиниане самаритяне, устроившие несколько крупных восстаний, представляли бо́льшую опасность для империи. После восстания 529 года, когда самаритяне захватили всю древнюю область Самарии, они потеряли почти все гражданские права. В ходе этого выступления самаритяне убивали не только греков, но и евреев. Однако в крупнейшем восстании 555 года приняли участие также евреи. К концу VI века отношения христиан и евреев окончательно испортились, и в центральной Палестине действовали партизанские отряды.
С точки зрения притока капитала в византийскую Палестину выделяют три периода: государственные вложения при Константине Великом и его преемниках, частные вложения до смерти императрицы Евдокии в 460 году и, после периода застоя, возобновление государственных инвестиций при Юстиниане I. Хотя все эти вложения были направлены практически исключительно в непроизводственные сферы, прежде всего на постройку христианских храмов, работа на связанных с этим стройках, а также обслуживание паломников служили источником доходов для местных евреев. Долгое время теория, связывающая экономическое процветание Палестины с распространением христианства, сформулированная в 1958 году М. Ави-Йоной, была основной, однако археологические открытия XX века позволяют предположить, что массовое религиозное строительство в византийский период было не причиной, а следствием экономического развития региона, вызванного благоприятными для него политическими обстоятельствами.

### Крым
Весной 1097 года в Крымской феме Херсон еврейский купец купил у половцев группу захваченных ими близ Киева пленников, среди них оказался монах Киево-Печерской лавры Евстратий Постник, который вскоре умер в плену (согласно преданию — убит хозяином за нежелание отказаться от Христа). Церковь объявила Евстратия святым, «умученным на Пасху жидами». Эпарх Херсона (крещёный иудей) был казнён по указу императора, возможно Алексея I Комнина, вместе с купцом, купившим монаха. Итогом этого скандала стало изгнание из города всех еврейских торговцев и конфискация их имущества. Почитание мощей Евстратия специалисты полагают первой попыткой кровавого навета на евреев на территории будущей Российской империи.
Поскольку достоверных сведений о том, как в Византии появились караимы, нет, то на этот счёт существует несколько теорий, одна из которых предполагает их крымское происхождение. Впервые она была выдвинута немецким учёным Адольфом Нейбауэром в 1866 году. Рассматривая Крым как колыбель караимской литературы на иврите, он предположил, что с течением времени караимские учёные в поисках новых источников знаний, преимущественно астрономических, переселились в Византию. В подтверждение своих взглядов он указывал на татарские имена некоторых караимских учёных в Византии, однако эта теория не была поддержана. На древности караимских поселений в Крыму настаивал также А. С. Фиркович, который хотел доказать, что на территории Российской империи караимизм появился раньше раввинизма. Однако выяснившиеся после смерти исследователя случаи подделки исторических источников дискредитировали эту теорию. Критика взглядов Фирковича содержится в трудах российского востоковеда А. Я. Гаркави. Согласно современным представлениям, первые следы пребывания караимов в Крыму, являющиеся рассказом очевидца о споре между раввинитами и караимами по поводу календаря, относятся к последней четверти XIII века.

### Первичные источники
- John of Ephesus. Ecclesiastical History / Trans. by R. Payne Smith. — www.tertullian.org, 1860.
- Антонин из Плаценции. Путник. — Православный Палестинский сборник. — СПб.: Императорское православное палестинское общество, 1895. — Т. 39.
- Евагрий Схоластик. Церковная история / Пер., вступ. ст., комм. и прилож. И. В. Кривушина. Отв. ред. Е. С. Кривушина. — СПб.: Издательство Олега Абышко, 1996. — 2006 с. — (Классики античности и средневековья).
- Книга странствий раби Вениамина блаженной памяти // Три еврейских путешественника. — Иерусалим: Гешер, 2004.
- Продолжатель Феофана. Жизнеописания византийских царей / изд подготовил Любарский Я. Н. — 2 изд.. — СПб.: Алетейя, 2009. — 400 с. — (Византийская библиотека. Источники). — ISBN 978-5-91419-146-4.
- Прокопий Кесарийский. Война с готами // Прокопий Кесарийский. Война с готами. О постройках / Пер. С. П. Кондратьев. Вступит. статья З. В. Удальцовой. — М.: Арктос, 1996. — 167 с. — ISBN 5-85551-143-X.
- Сократ Схоластик. Церковная история / Пер. СПбДА под ред. И. В. Кривушина. — М.: Росспэн, 1996. — 368 с. — (Классики античности и средневековья). — 2000 экз.
- Феофан Исповедник. Летопись византийца Феофана от Диоклетиана до царей Михаила и сына его Феофилакта. — М., 1884.

### Исследования
на английском языке
- Ankori Z. Karaites in Byzantium: The Formative Years, 970-1100. — New York: AMS Press, 1959. — 546 p.
- Avi-Yonah M. The Economics of Byzantine Palestine // Israel Exploration Journal. — London: Israel Exploration Society, 1958. — Vol. 8, № 1. — P. 39—51. — ISSN 0021-2059. — JSTOR 27924723.
- Bachrach B. S. Early Medieval Jewish Policy in Western Europe. — Minneapolis: University of Minnesota Press, 1977. — 213 p. — ISBN 0-8166-0814-8.
- Bar D. Population, Settlement and Economy in Late Roman and Byzantine Palestine (70—641 AD) // Bulletin of the School of Oriental and African Studies. — London: Cambridge University Press, 2004. — Vol. 67, № 3. — P. 307—320. — ISSN 0041-977X. — JSTOR 4145797.
- Boddens Hosang F. J. E. Establishing Boundaries. Christian-Jewish Relations in Early Council Texts and the Writings of Church Fathers. — Leiden: BRILL, 2010. — 201 p. — ISBN 978 90 04 18255 4.
- Bowman S. The Jews of Byzantium 1204-1453. — 1985. — 380 p. — ISBN 0-8197-0703-1.
- Bury J. B. History of the Later Roman Empire from Arcadius to Irene. — London: The Macmillan Company, 1889. — Vol. II. — 579 p. Архивировано 3 июля 2007 года.
- Сборник статей. Jews in Byzantium: Dialectics of Minority and Majority Cultures / Robert Bonfil, Oded Irshai, Guy G. Stroumsa and Rina Talgam (eds). — Leiden: BRILL, 2012. — 1010 p. — ISBN 978 90 04 20355 6.
  - Bowman S. Survival in Decline: Romaniote Jewry post-1204. — 2012. — P. 101—132.
  - Falkenhausen V. The Jews in Byzantine Southern Italy. — 2012. — P. 271—297.
- Brewer C. The Status of the Jews in Roman Legislation : the Reign of Justinian 527—565 CE // European Judaism: A Journal for the New Europe. — New York: Berghahn Books, 2005. — Vol. 38, № 2. — P. 127—139. — ISSN 0014-3006. — JSTOR 41443760.
- Crown A. D. The Byzantine and Moslem Period // The Samaritans. — Tübingen: J. C. B. Mohr (Paul Siebeck), 1989. — P. 55—81. — 865 p. — ISBN 3-16-145237-2.
- Charanis P. The Jews in the Byzantine Empire under the First Palaeologi // Speculum. — Chicago: Medieval Academy of America, 1947. — Vol. 22, № 1. — P. 75—77. — ISSN 0038-7134. — JSTOR 2856204.
- Feldman L. H. Jew and Gentile in the Ancient World. — Princeton: Princeton University Press, 1993. — 679 p. — ISBN 0-691-07416-X.
- Holo J. Byzantine Jewry in the Mediterranean Economy. — Cambridge: Cambridge University Press, 2009. — 285 p. — ISBN 978-0-521-85633-1.
- Horst P. Jews and Christians in Antioch at the End of the Fourth Century // S. E. Porter, B. W. Pearson Christian-Jewish Relations through the Centuries. — Sheffield: Sheffield Academic Press, 2000. — P. 228—238. — ISBN 978-1-841-27090-6.
- Jacoby D. The Jews of Constantinople and their Demographic Hinterland // Constantinople and its Hinterland. Papers from the Twenty-seventh Spring Symposium of Byzantine Studies, Oxford, April 1993. — Aldershot: Ashgate, 1995. — P. 221—232.
- Jacoby D. The Jewish Community of Constantinople from the Komnenan to the Palailogan Period // Византийский временник. — М.: Nauka, 1998. — Vol. 55. — Вып. 2. — P. 31—40. — ISSN 0132-3776.
- Kaegi W. E. Heraclius, Emperor of Byzantium. — Cambridge: Cambridge University Press, 2003. — 359 p. — ISBN 0 514 81459 6.
- Katz S. Pope Gregory the Great and the Jews // The Jewish Quarterly Review. — Philadelphia: University of Pennsylvania Press, 1933. — Vol. 24, no. 2. — P. 113—136. — ISSN 0021-6682. — JSTOR 1451470.
- Kazhdan, Alexander, ed. (1991). The Oxford Dictionary of Byzantium. Oxford University Press: Oxford and New York. ISBN 0-19-504652-8.
- Kraeling C. H. The Jewish Community at Antioch // Journal of Biblical Literature. — Washington: Society of Biblical Literature, 1932. — Vol. 51, № 2. — P. 130—160. — ISSN 0021-9231. — JSTOR 3259099.
- de Lange N. Jews in the Age of Justinian // The Cambridge Companion to the Age of Justinian (англ.). — 2005. — P. 401—426.
- Levine L. The Ancient Synagogue: The First Thousand Years. — New Heaven: Yale University Press, 2000. — 768 p. — ISBN 978-0-300-12900-7.
- Linder A. The Jews in Roman Imperial Legislation. — Detroit: Wayne State University Press, 1987. — 436 p. — ISBN 0-8143-1809-6.
- Lopez R. S.[англ.]. Silk Industry in the Byzantine Empire // Speculum. — Chicago: Medieval Academy of America, 1945. — Vol. 20, № 1. — P. 1—42. — ISSN 0038-7134. — JSTOR 2856204.
- Revel-Neher E. The Image of the Jew in Byzantine Art. — Oxford: Pergamon Press[англ.], 1992. — 197 p. — ISBN 0-08-040655-6.
- Schwartz S. Imperialism and Jewish Society: 200 B.C.E. to 640 C.E.. — Princeton: Princeton University Press, 2001. — 320 p. — ISBN 0-691-08850-0.
- Sharf A. Byzantine Jewry from Justinian to the Fourth Crusade. — New York: Routledge, 1971. — 239 p. — ISBN 0 7100 6831 X.
- Seaver J. E. Persecution of the Jews in the Roman Empire (300-438). — Lawrence: University of Kansas Publications, 1952. — 101 p.
- Smallwood E. M. The Jews under Roman Rule. From Pompey to Diocletian. — Leiden: BRILL, 1976. — 595 p. — ISBN 9 00 40449 14.
- Starr J. The Jews in the Byzantine empire 641-1204. — Athen: Verlag der «Byzantinisch-neugriechischen Jahrbücher», 1939. — 266 p.
- Starr J. Jewish Life in Crete Under the Rule of Venice // Proceedings of the American Academy for Jewish Research. — Ann Arbor: American Academy for Jewish Research, 1942. — Vol. 12. — P. 59—114. — ISSN 0065-6798. — JSTOR 3622097.
- Starr J. Romania: The Jewries of the Levant after the Fourth Crusade. — Paris: Éditions du Centre, 1949. — 123 p.
- Stroumsa G. G. Religious Contacts in Byzantine Palestine // Numen. — Leiden: E.J. Brill, 1989. — Vol. 36. — Вып. 1. — P. 16—42. — JSTOR 3269851.
- Toch M. The Economic History of European Jews: Late Antiquity and Early Middle Ages. — Leiden: BRILL, 2013. — 373 p. — (Études sur le Judaïsme Médiéval, vol. LVI). — ISBN 978 90 04 23539 7.

на французском языке
- Dagron G., Déroche V. Juifs et chrétiens en Orient byzantin. — Paris: ACHCByz, 2010. — 524 p. — (Bilans de recherche). — ISBN 978-2-916716-21-3.
- Déroche V. Polémique anti-judaïque et émergence de l'Islam (7e-8e siècles) // Revue des études byzantines. — Paris: Institut français d'études byzantines, 1999. — Vol. 57. — P. 141—161. — ISSN 0771-3444.
- Juster J. Les Juifs dans l'Empire romain : leur condition juridique, économique et sociale. — Paris: Geuthner, 1914a. — Vol. I. — 510 p.
- Juster J. Les Juifs dans l'Empire romain : leur condition juridique, économique et sociale. — Paris: Geuthner, 1914b. — Vol. II. — 338 p.

на русском языке
- Геростергиос А. Юстиниан Великий — император и святой. — М.: Изд-во Сретенского монастыря, 2010. — 448 с.
- Гумилёв Л. Н. Древняя Русь и Великая степь. — М.: Эксмо, 2008. — 848 с. — (Библиотека всемирной литературы). — ISBN 978-5-699-31743-1.
- Грушевой А. Г. Иудеи и иудаизм в истории Римской республики и Римской империи. — СПб.: Факультет филологии и искусств СПбГУ, 2008. — 484 с. — ISBN 978-5-8465-0728-9.
- Дубнов С. М. Краткая история евреев. — 2-е изд. — Ростов-на-Дону: Феникс, 2003. — 572 с. — ISBN 5-222-03451-8.
- Иванов С. А. Антисемитизм в Византии? // Византийская культура и агиография. — М.: Издательский дом ЯСК, 2020. — С. 65—80.
- Кулаковский Ю. А. К критике известий Феофана о последнем годе правления Фоки // Византийский временник. — СПб.: В. Ф. Рихтер, 1914. — Т. 21. — С. 1—14.
- Попов Н. Император Лев VI Мудрый и его царствование в церковно-историческом отношении. — М., 1892. — 304 с.
- Сюзюмов М. Я. Экономика пригородов византийских крупных городов // Византийский временник. — М.: Наука, 1956. — Т. IX. — С. 55—81.
- Троянос С. Новеллы Льва VI и правовая жизнь Православной Церкви // XVIII Ежегодная богословская конференция Православного Свято-Тихоновского гуманитарного университета. Т. I. Материалы. — М.: ПСТГУ, 2008. — С. 127–135.
- Удальцова З. В. Византиноведение в СССР после Великой октябрьской социалистической революции (1917-1934) // Византийский временник. — М.: Издательство АН СССР, 1964. — Т. XXV. — С. 3—31.
- Хазанов А. Евреи в раннесредневековой Византии // Вестник Еврейского Университета в Москве. — 1994. — № 1 (5). — С. 4—34.